# Little Games
《Little Games》는 영국의 록 밴드 야드버즈의 네 번째 미국 음반이다. 1967년에 녹음되어 발매된 이 음반은 지미 페이지가 유일한 기타리스트가 되고 크리스 드레야가 베이스로 전향한 후 4인조가 된 후 녹음된 그들의 첫 번째 음반이었다. 또한 미키 모스트가 프로듀싱한 유일한 야드버즈 음반이기도 하다.
비록 새로운 라인업이 더 길고 즉흥적인 콘서트 공연으로 더 실험적이 되었지만, 야드버즈의 음반 회사는 더 상업적인 제품을 내놓기 위해 성공적인 싱글 프로듀서 모스트를 데려왔다. 그러나, 그들의 새로운 접근법이나 히트 싱글을 제대로 제시한 소재는 나오지 않았다. 이 음반에 앞선 타이틀곡 〈Little Games〉의 발매는 영국 싱글 차트에 오르지 못했고, 결과적으로 이 음반은 영국에서 발매되지 않았다. 그러나 이 음반은 미국, 독일, 뉴질랜드에서는 한정 발매되었지만 미국에서는 80위밖에 되지 않았다.
《Little Games》는 야드버즈의 마지막 스튜디오 음반이 되었지만, 모스트는 계속해서 그룹의 싱글을 프로듀싱했다. 이들은 나중에 1992년 《Little Games Sessions & More》라는 제목의 확장판에서 아웃테이크 및 얼터너티브 믹스와 함께 오리지널 음반과 함께 수집되어 발매되었다.

## 배경
야드버즈의 음반 《Having a Rave Up with the Yardbirds》 (1965년)와 《Yardbirds/Over Under Sideways Down》 (1966년)가 나온 후, 창립 멤버이자 베이시스트 겸 음악 감독인 폴 샘웰스미스는 음반 프로듀서로서의 커리어를 추구하기 위해 그룹을 떠났다. 그는 야드버즈가 에릭 클랩튼을 대체하기 위해 원래 접근했던 스튜디오 기타리스트 지미 페이지로 대체되었다. 베이시스트로서 페이지의 위치는 일시적이었고 그가 제프 벡과 함께 세컨드 리드 기타리스트로 전환하는 동안 잠시 동안 리듬 기타리스트 크리스 드레야가 베이스를 맡았다. 1966년 벡/페이지 듀얼 리드 기타 라인업은 미켈란젤로 안토니오니의 영화 《욕망》에서 〈The Train Kept A-Rollin'〉을 리메이크한 사이키델릭 〈Happenings Ten Years Time Ago〉, 〈Psycho Daisies〉, 〈Stroll On〉을 리메이크했다. 그러나 1966년 말, 벡은 미국에서 투어를 하는 동안 병으로 인해 밴드에서 해고되었고, 그들은 페이지가 유일한 기타리스트로 있는 4인조로 계속 활동했다.
이러한 방향의 변화에도 불구하고, 허만스 허밋과 도노반의 히트곡들을 제작한 것으로 가장 잘 알려진 미키 모스트는 야드버즈의 새로운 음반 프로듀서로서 EMI에 의해 영입되었다. 대부분은 새로운 음악 트렌드에 익숙하지 않았고 페이지는 일찍이 모스트에서 세션 기타리스트로 일했지만, 전하는 바에 따르면 모스트가 프로듀싱 임무를 맡은 것에 대해 불쾌해했다. 전기작가 그레그 루소에 따르면, "모스트가 참여한 결과 야드버즈의 무대 성격은 결국 그들의 녹음 페르소나와 크게 달라졌다"고 한다.

## 발매 및 반응
| 전문가 평가                                      | 전문가 평가 |
| 평가 점수                                        | 평가 점수   |
| 출처                                             | 점수        |
| ------------------------------------------------ | ----------- |
| AllMusic – Little Games                          | [ 3 ]       |
| AllMusic – Little Games Sessions & More          | [ 4 ]       |
| The New Rolling Stone Album Guide – Little Games | [ 5 ]       |

〈Little Games〉는 1967년 3월 24일 미국에서, 4월 21일 영국에서 싱글로 발매되었다. 미국에서는 51위에 올랐지만 영국에서는 차트에 오르지 못했다. 그 결과 EMI는 영국에서 《Little Games》를 발행하지 않기로 선택했고 음반은 캐나다, 독일, 뉴질랜드, 미국에서만 발매됐다. 1967년 7월 10일 또는 24일 미국에서 에픽이 발행한 《Little Games》는 빌보드 200 차트에서 두 달 동안 80위를 기록하며 비교적 약한 모습을 보였다.
1967년 7월 29일 《빌보드》 잡지의 리뷰는 이 음반이 "짧은 순서로 차트에 진입해야 한다"고 예측하면서 일반적이지만, 이 음반의 두 기타가 많이 들어간 블루스 록 곡인 〈Drinking Muddy Water〉와 〈Smile On Max〉는 "뛰어난 것"으로 언급했다. 이 잡지의 이번 주 음반 차트에는 비틀즈의 《Sgt. Pepper's Lonely Hearts Club Band》와 롤링 스톤스의 《Flowers》, 제퍼슨 에어플레인의 《Surrealistic Pillow》와 자칭 데뷔 음반 《The Doors》와 《The Grateful Dead》가 포함되었다. 1967년 3월에 발매된 《The Yardbirds Greatest Hits》는 1968년까지 차트에 머물렀고 1967년 100개의 베스트 셀러 음반에서 73위에 올랐다.

## 곡 목록
| #  | 제목                                | 작사·작곡                                        | 재생 시간 |
| -- | ----------------------------------- | ------------------------------------------------ | --------- |
| 1. | 〈Little Games〉                    | 해럴드 스피로, 필 웨인먼                         | 2:25      |
| 2. | 〈Smile on Me〉                     | 크리스 드레야, 짐 매카티, 지미 페이지, 키스 렐프 | 3:16      |
| 3. | 〈White Summer〉                    | 페이지                                           | 3:56      |
| 4. | 〈Tinker, Tailor, Soldier, Sailor〉 | 페이지, 매카티                                   | 2:49      |
| 5. | 〈Glimpses〉                        | 드레야, 매카티, 페이지, 렐프                     | 4:24      |

| #  | 제목                     | 작사·작곡                    | 재생 시간 |
| -- | ------------------------ | ---------------------------- | --------- |
| 1. | 〈Drinking Muddy Water〉 | 드레야, 매카티, 페이지, 렐프 | 2:53      |
| 2. | 〈No Excess Baggage〉    | 로저 앳킨스, 칼 데리코       | 2:32      |
| 3. | 〈Stealing Stealing〉    | 드레야, 매카티, 페이지, 렐프 | 2:42      |
| 4. | 〈Only the Black Rose〉  | 렐프                         | 2:52      |
| 5. | 〈Little Soldier Boy〉   | 매카티, 페이지, 렐프         | 2:39      |